# Tour du Loir-et-Cher 2017
La 58e édition du Tour du Loir-et-Cher est une course cycliste ayant eu lieu du 12 au 16 avril 2017. La course fait partie du calendrier UCI Europe Tour 2017 en catégorie 2.2.

## Présentation

### Équipes
Classée en catégorie 2.2 de l'UCI Europe Tour, le Tour du Loir-et-Cher est par conséquent ouvert aux équipes continentales professionnelles françaises ainsi qu'un maximum de deux étrangères, aux équipes continentales, aux équipes régionales et de clubs et aux équipes nationales.
Vingt-neuf équipes participent à ce Paris-Troyes - vingt-et-une équipes continentales, sept équipes régionales et de clubs et une équipe nationale :
| Équipes continentales   | Équipes continentales | Équipes continentales |
| Nom de l'équipe         | Pays                  | Code                  |
| ----------------------- | --------------------- | --------------------- |
| An Post-ChainReaction   | Irlande               | SKT                   |
| Armée de Terre          | France                | ADT                   |
| Astana City             | Kazakhstan            | TSE                   |
| Baby-Dump               | Pays-Bas              | BDC                   |
| Bridgestone Anchor      | Japon                 | BGT                   |
| ColoQuick-Cult          | Danemark              | TCQ                   |
| Coop                    | Norvège               | TCO                   |
| Destil-Jo Piels         | Pays-Bas              | DJP                   |
| Differdange-Losch       | Luxembourg            | CCD                   |
| FixIT.no                | Norvège               | FIX                   |
| Giant-Castelli          | Danemark              | TGC                   |
| JLT Condor              | Royaume-Uni           | JLT                   |
| Kinan                   | Japon                 | KIN                   |
| Lotto-Kern-Haus         | Allemagne             | LKH                   |
| Metec-TKH-Mantel        | Pays-Bas              | MET                   |
| Monkey Town Continental | Pays-Bas              | MCT                   |
| Riwal Platform          | Danemark              | RIW                   |
| Sparebanken Sør         | Norvège               | TSS                   |
| Tre Berg-PostNord       | Suède                 | TTB                   |
| Véloconcept             | Danemark              | TVC                   |
| Vorarlberg              | Autriche              | VOL                   |

| Équipes régionales et de clubs      | Équipes régionales et de clubs | Équipes régionales et de clubs |
| Nom de l'équipe                     | Pays                           | Code                           |
| ----------------------------------- | ------------------------------ | ------------------------------ |
| AVC Aix-en-Provence                 | France                         | -                              |
| CC Nogent-sur-Oise                  | France                         | -                              |
| CM Aubervilliers 93                 | France                         | -                              |
| Comité régional Centre Val-de-Loire | France                         | -                              |
| Exploit-Goomath Bikes               | Suisse                         | -                              |
| Lotto-Soudal U23                    | Belgique                       | -                              |
| UC Nantes Atlantique                | France                         | -                              |

| Équipe nationale             | Équipe nationale | Équipe nationale |
| Nom de l'équipe              | Pays             | Code             |
| ---------------------------- | ---------------- | ---------------- |
| Équipe nationale d'Allemagne | Allemagne        | GER              |

## Étapes
| Étape     | Date    | Villes étapes                        | type            | Distance (km) | Vainqueur d'étape | Leader du classement général |
| --------- | ------- | ------------------------------------ | --------------- | ------------- | ----------------- | ---------------------------- |
| 1re étape | 12 avr. | Blois – Mont-près-Chambord           | étape de plaine | 154,5         | Damien Shaw       | Damien Shaw                  |
| 2e étape  | 13 avr. | La Ferté-Imbault – Vernou-en-Sologne | étape de plaine | 184           | Alex Frame        | Damien Shaw                  |
| 3e étape  | 14 avr. | Savigny-sur-Braye – Vendôme          | étape vallonnée | 211           | Arvid de Kleijn   | Damien Shaw                  |
| 4e étape  | 15 avr. | Montrichard – Montrichard            | étape vallonnée | 142,5         | Alexander Kamp    | Alexander Kamp               |
| 5e étape  | 16 avr. | Blois – Blois                        | étape de plaine | 97,5          | August Jensen     | Alexander Kamp               |

## Résultats et classement

### Étape 1
| \| Classement de l'étape \| Classement de l'étape \| Classement de l'étape \| Classement de l'étape \| Classement de l'étape \| \| Coureur \| Coureur \| Pays \| Équipe \| Temps \| \| --------------------- \| --------------------- \| --------------------- \| ----------------------- \| --------------------- \| \| 1er \| Damien Shaw \| Irlande \| An Post-ChainReaction \| 3 h 32 min 23 s \| \| 2e \| Thomas Rostollan \| France \| Armée de terre \| + 4 s \| \| 3e \| Joey van Rhee \| Pays-Bas \| Destil-Jo Piels \| + 7 s \| \| 4e \| Nicklas Amdi Pedersen \| Danemark \| Giant-Castelli \| + 7 s \| \| 5e \| René Hooghiemster \| Pays-Bas \| Baby-Dump \| + 7 s \| \| 6e \| Joshua Huppertz \| Allemagne \| Team Lotto-Kern Haus \| + 7 s \| \| 7e \| Bram Nolten \| Pays-Bas \| Monkey Town Continental \| + 7 s \| \| 8e \| Alex Frame \| Nouvelle-Zélande \| JLT Condor \| + 47 s \| \| 9e \| Alfdan De Decker \| Belgique \| Lotto-Soudal U23 \| + 47 s \| \| 10e \| Nicolai Brøchner \| Danemark \| Riwal Platform \| + 47 s \| |                       |                  |                         |                 |
| |                       |                  |                         |                 |
| |                       |                  |                         |                 |
| Classement de l'étape |                       |                  |                         |                 |
| Coureur | Coureur               | Pays             | Équipe                  | Temps           |
| 1er | Damien Shaw           | Irlande          | An Post-ChainReaction   | 3 h 32 min 23 s |
| 2e | Thomas Rostollan      | France           | Armée de terre          | + 4 s           |
| 3e | Joey van Rhee         | Pays-Bas         | Destil-Jo Piels         | + 7 s           |
| 4e | Nicklas Amdi Pedersen | Danemark         | Giant-Castelli          | + 7 s           |
| 5e | René Hooghiemster     | Pays-Bas         | Baby-Dump               | + 7 s           |
| 6e | Joshua Huppertz       | Allemagne        | Team Lotto-Kern Haus    | + 7 s           |
| 7e | Bram Nolten           | Pays-Bas         | Monkey Town Continental | + 7 s           |
| 8e | Alex Frame            | Nouvelle-Zélande | JLT Condor              | + 47 s          |
| 9e | Alfdan De Decker      | Belgique         | Lotto-Soudal U23        | + 47 s          |
| 10e | Nicolai Brøchner      | Danemark         | Riwal Platform          | + 47 s          |

| \| Classement général \| Classement général \| Classement général \| Classement général \| Classement général \| \| Coureur \| Coureur \| Pays \| Équipe \| Temps \| \| ------------------ \| --------------------- \| ------------------ \| ----------------------- \| ------------------ \| \| 1er \| Damien Shaw \| Irlande \| An Post-ChainReaction \| 3 h 32 min 13 s \| \| 2e \| Thomas Rostollan \| France \| Armée de terre \| + 6 s \| \| 3e \| Joey van Rhee \| Pays-Bas \| Destil-Jo Piels \| + 10 s \| \| 4e \| Joshua Huppertz \| Allemagne \| Team Lotto-Kern Haus \| + 11 s \| \| 5e \| René Hooghiemster \| Pays-Bas \| Baby-Dump \| + 16 s \| \| 6e \| Nicklas Amdi Pedersen \| Danemark \| Giant-Castelli \| + 17 s \| \| 7e \| Bram Nolten \| Pays-Bas \| Monkey Town Continental \| + 17 s \| \| 8e \| Alex Frame \| Nouvelle-Zélande \| JLT Condor \| + 57 s \| \| 9e \| Alfdan De Decker \| Belgique \| Lotto-Soudal U23 \| + 57 s \| \| 10e \| Nicolai Brøchner \| Danemark \| Riwal Platform \| + 57 s \| |                       |                  |                         |                 |
| |                       |                  |                         |                 |
| |                       |                  |                         |                 |
| Classement général |                       |                  |                         |                 |
| Coureur | Coureur               | Pays             | Équipe                  | Temps           |
| 1er | Damien Shaw           | Irlande          | An Post-ChainReaction   | 3 h 32 min 13 s |
| 2e | Thomas Rostollan      | France           | Armée de terre          | + 6 s           |
| 3e | Joey van Rhee         | Pays-Bas         | Destil-Jo Piels         | + 10 s          |
| 4e | Joshua Huppertz       | Allemagne        | Team Lotto-Kern Haus    | + 11 s          |
| 5e | René Hooghiemster     | Pays-Bas         | Baby-Dump               | + 16 s          |
| 6e | Nicklas Amdi Pedersen | Danemark         | Giant-Castelli          | + 17 s          |
| 7e | Bram Nolten           | Pays-Bas         | Monkey Town Continental | + 17 s          |
| 8e | Alex Frame            | Nouvelle-Zélande | JLT Condor              | + 57 s          |
| 9e | Alfdan De Decker      | Belgique         | Lotto-Soudal U23        | + 57 s          |
| 10e | Nicolai Brøchner      | Danemark         | Riwal Platform          | + 57 s          |

### Étape 2
| \| Classement de l'étape \| Classement de l'étape \| Classement de l'étape \| Classement de l'étape \| Classement de l'étape \| \| Coureur \| Coureur \| Pays \| Équipe \| Temps \| \| --------------------- \| --------------------- \| --------------------- \| --------------------- \| --------------------- \| \| 1er \| Alex Frame \| Nouvelle-Zélande \| JLT Condor \| 4 h 18 min 37 s \| \| 2e \| Jeff Vermeulen \| Pays-Bas \| Destil-Jo Piels \| + 0 s \| \| 3e \| Maarten van Trijp \| Pays-Bas \| Metec-TKH-Mantel \| + 0 s \| \| 4e \| Alfdan De Decker \| Belgique \| Lotto-Soudal U23 \| + 0 s \| \| 5e \| Jelle Donders \| Belgique \| Differdange-Losch \| + 0 s \| \| 6e \| Brenton Jones \| Australie \| JLT Condor \| + 0 s \| \| 7e \| August Jensen \| Norvège \| Team Coop \| + 0 s \| \| 8e \| Arvid de Kleijn \| Pays-Bas \| Baby-Dump \| + 0 s \| \| 9e \| Patrick Clausen \| Danemark \| Riwal Platform \| + 0 s \| \| 10e \| Herman Dahl \| Norvège \| Sparebanken Sør \| + 0 s \| |                   |                  |                   |                 |
| |                   |                  |                   |                 |
| |                   |                  |                   |                 |
| Classement de l'étape |                   |                  |                   |                 |
| Coureur | Coureur           | Pays             | Équipe            | Temps           |
| 1er | Alex Frame        | Nouvelle-Zélande | JLT Condor        | 4 h 18 min 37 s |
| 2e | Jeff Vermeulen    | Pays-Bas         | Destil-Jo Piels   | + 0 s           |
| 3e | Maarten van Trijp | Pays-Bas         | Metec-TKH-Mantel  | + 0 s           |
| 4e | Alfdan De Decker  | Belgique         | Lotto-Soudal U23  | + 0 s           |
| 5e | Jelle Donders     | Belgique         | Differdange-Losch | + 0 s           |
| 6e | Brenton Jones     | Australie        | JLT Condor        | + 0 s           |
| 7e | August Jensen     | Norvège          | Team Coop         | + 0 s           |
| 8e | Arvid de Kleijn   | Pays-Bas         | Baby-Dump         | + 0 s           |
| 9e | Patrick Clausen   | Danemark         | Riwal Platform    | + 0 s           |
| 10e | Herman Dahl       | Norvège          | Sparebanken Sør   | + 0 s           |

| \| Classement général \| Classement général \| Classement général \| Classement général \| Classement général \| \| Coureur \| Coureur \| Pays \| Équipe \| Temps \| \| ------------------ \| --------------------- \| ------------------ \| ----------------------- \| ------------------ \| \| 1er \| Damien Shaw \| Irlande \| An Post-ChainReaction \| 7 h 50 min 50 s \| \| 2e \| Thomas Rostollan \| France \| Armée de terre \| + 6 s \| \| 3e \| Joey van Rhee \| Pays-Bas \| Destil-Jo Piels \| + 10 s \| \| 4e \| Joshua Huppertz \| Allemagne \| Team Lotto-Kern Haus \| + 11 s \| \| 5e \| Nicklas Amdi Pedersen \| Danemark \| Giant-Castelli \| + 16 s \| \| 6e \| René Hooghiemster \| Pays-Bas \| Baby-Dump \| + 16 s \| \| 7e \| Bram Nolten \| Pays-Bas \| Monkey Town Continental \| + 17 s \| \| 8e \| Alex Frame \| Nouvelle-Zélande \| JLT Condor \| + 47 s \| \| 9e \| Jeff Vermeulen \| Pays-Bas \| Destil-Jo Piels \| + 51 s \| \| 10e \| Maarten van Trijp \| Pays-Bas \| Metec-TKH-Mantel \| + 53 s \| |                       |                  |                         |                 |
| |                       |                  |                         |                 |
| |                       |                  |                         |                 |
| Classement général |                       |                  |                         |                 |
| Coureur | Coureur               | Pays             | Équipe                  | Temps           |
| 1er | Damien Shaw           | Irlande          | An Post-ChainReaction   | 7 h 50 min 50 s |
| 2e | Thomas Rostollan      | France           | Armée de terre          | + 6 s           |
| 3e | Joey van Rhee         | Pays-Bas         | Destil-Jo Piels         | + 10 s          |
| 4e | Joshua Huppertz       | Allemagne        | Team Lotto-Kern Haus    | + 11 s          |
| 5e | Nicklas Amdi Pedersen | Danemark         | Giant-Castelli          | + 16 s          |
| 6e | René Hooghiemster     | Pays-Bas         | Baby-Dump               | + 16 s          |
| 7e | Bram Nolten           | Pays-Bas         | Monkey Town Continental | + 17 s          |
| 8e | Alex Frame            | Nouvelle-Zélande | JLT Condor              | + 47 s          |
| 9e | Jeff Vermeulen        | Pays-Bas         | Destil-Jo Piels         | + 51 s          |
| 10e | Maarten van Trijp     | Pays-Bas         | Metec-TKH-Mantel        | + 53 s          |

### Étape 3
| \| Classement de l'étape \| Classement de l'étape \| Classement de l'étape \| Classement de l'étape \| Classement de l'étape \| \| Coureur \| Coureur \| Pays \| Équipe \| Temps \| \| --------------------- \| --------------------- \| --------------------- \| --------------------- \| --------------------- \| \| 1er \| Arvid de Kleijn \| Pays-Bas \| Baby-Dump \| 5 h 03 min 41 s \| \| 2e \| Alexander Kamp \| Danemark \| VéloCONCEPT \| + 0 s \| \| 3e \| Patrick Clausen \| Danemark \| Riwal Platform \| + 0 s \| \| 4e \| August Jensen \| Norvège \| Team Coop \| + 0 s \| \| 5e \| Nicolai Brøchner \| Danemark \| Riwal Platform \| + 0 s \| \| 6e \| Tijmen Eising \| Pays-Bas \| Metec-TKH-Mantel \| + 0 s \| \| 7e \| Matvey Nikitin \| Kazakhstan \| Astana City \| + 0 s \| \| 8e \| Kim Magnusson \| Suède \| Tre Berg-PostNord \| + 4 s \| \| 9e \| Rasmus Guldhammer \| Danemark \| VéloCONCEPT \| + 4 s \| \| 10e \| Rick Ottema \| Pays-Bas \| Baby-Dump \| + 4 s \| |                   |            |                   |                 |
| |                   |            |                   |                 |
| |                   |            |                   |                 |
| Classement de l'étape |                   |            |                   |                 |
| Coureur | Coureur           | Pays       | Équipe            | Temps           |
| 1er | Arvid de Kleijn   | Pays-Bas   | Baby-Dump         | 5 h 03 min 41 s |
| 2e | Alexander Kamp    | Danemark   | VéloCONCEPT       | + 0 s           |
| 3e | Patrick Clausen   | Danemark   | Riwal Platform    | + 0 s           |
| 4e | August Jensen     | Norvège    | Team Coop         | + 0 s           |
| 5e | Nicolai Brøchner  | Danemark   | Riwal Platform    | + 0 s           |
| 6e | Tijmen Eising     | Pays-Bas   | Metec-TKH-Mantel  | + 0 s           |
| 7e | Matvey Nikitin    | Kazakhstan | Astana City       | + 0 s           |
| 8e | Kim Magnusson     | Suède      | Tre Berg-PostNord | + 4 s           |
| 9e | Rasmus Guldhammer | Danemark   | VéloCONCEPT       | + 4 s           |
| 10e | Rick Ottema       | Pays-Bas   | Baby-Dump         | + 4 s           |

| \| Classement général \| Classement général \| Classement général \| Classement général \| Classement général \| \| Coureur \| Coureur \| Pays \| Équipe \| Temps \| \| ------------------ \| --------------------- \| ------------------ \| ----------------------- \| ------------------ \| \| 1er \| Damien Shaw \| Irlande \| An Post-ChainReaction \| 12 h 54 min 44 s \| \| 2e \| Joey van Rhee \| Pays-Bas \| Destil-Jo Piels \| + 10 s \| \| 3e \| Nicklas Amdi Pedersen \| Danemark \| Giant-Castelli \| + 16 s \| \| 4e \| Thomas Rostollan \| France \| Armée de terre \| + 21 s \| \| 5e \| Arvid de Kleijn \| Pays-Bas \| Baby-Dump \| + 34 s \| \| 6e \| Bram Nolten \| Pays-Bas \| Monkey Town Continental \| + 37 s \| \| 7e \| Alexander Kamp \| Danemark \| VéloCONCEPT \| + 38 s \| \| 8e \| Patrick Clausen \| Danemark \| Riwal Platform \| + 40 s \| \| 9e \| August Jensen \| Norvège \| Team Coop \| + 41 s \| \| 10e \| Nicolai Brøchner \| Danemark \| Riwal Platform \| + 42 s \| |                       |          |                         |                  |
| |                       |          |                         |                  |
| |                       |          |                         |                  |
| Classement général |                       |          |                         |                  |
| Coureur | Coureur               | Pays     | Équipe                  | Temps            |
| 1er | Damien Shaw           | Irlande  | An Post-ChainReaction   | 12 h 54 min 44 s |
| 2e | Joey van Rhee         | Pays-Bas | Destil-Jo Piels         | + 10 s           |
| 3e | Nicklas Amdi Pedersen | Danemark | Giant-Castelli          | + 16 s           |
| 4e | Thomas Rostollan      | France   | Armée de terre          | + 21 s           |
| 5e | Arvid de Kleijn       | Pays-Bas | Baby-Dump               | + 34 s           |
| 6e | Bram Nolten           | Pays-Bas | Monkey Town Continental | + 37 s           |
| 7e | Alexander Kamp        | Danemark | VéloCONCEPT             | + 38 s           |
| 8e | Patrick Clausen       | Danemark | Riwal Platform          | + 40 s           |
| 9e | August Jensen         | Norvège  | Team Coop               | + 41 s           |
| 10e | Nicolai Brøchner      | Danemark | Riwal Platform          | + 42 s           |

### Étape 4
| \| Classement de l'étape \| Classement de l'étape \| Classement de l'étape \| Classement de l'étape \| Classement de l'étape \| \| Coureur \| Coureur \| Pays \| Équipe \| Temps \| \| --------------------- \| --------------------- \| --------------------- \| --------------------- \| --------------------- \| \| 1er \| Alexander Kamp \| Danemark \| VéloCONCEPT \| 3 h 25 min 08 s \| \| 2e \| Troels Vinther \| Danemark \| Riwal Platform \| + 0 s \| \| 3e \| Jonas Vingegaard \| Danemark \| ColoQuick-Cult \| + \| \| 4e \| Magnus Bak Klaris \| Danemark \| ColoQuick-Cult \| + \| \| 5e \| Rasmus Guldhammer \| Danemark \| VéloCONCEPT \| + \| \| 6e \| Fredrik Strand Galta \| Norvège \| Team Coop \| + 29 s \| \| 7e \| Thomas Rostollan \| France \| Armée de terre \| + 46 s \| \| 8e \| Trond Trondsen \| Norvège \| Sparebanken Sør \| + 1 min 10 s \| \| 9e \| Alex Frame \| Nouvelle-Zélande \| JLT Condor \| + 1 min 18 s \| \| 10e \| Patrick Clausen \| Danemark \| Riwal Platform \| + \| |                      |                  |                 |                 |
| |                      |                  |                 |                 |
| |                      |                  |                 |                 |
| Classement de l'étape |                      |                  |                 |                 |
| Coureur | Coureur              | Pays             | Équipe          | Temps           |
| 1er | Alexander Kamp       | Danemark         | VéloCONCEPT     | 3 h 25 min 08 s |
| 2e | Troels Vinther       | Danemark         | Riwal Platform  | + 0 s           |
| 3e | Jonas Vingegaard     | Danemark         | ColoQuick-Cult  | +               |
| 4e | Magnus Bak Klaris    | Danemark         | ColoQuick-Cult  | +               |
| 5e | Rasmus Guldhammer    | Danemark         | VéloCONCEPT     | +               |
| 6e | Fredrik Strand Galta | Norvège          | Team Coop       | + 29 s          |
| 7e | Thomas Rostollan     | France           | Armée de terre  | + 46 s          |
| 8e | Trond Trondsen       | Norvège          | Sparebanken Sør | + 1 min 10 s    |
| 9e | Alex Frame           | Nouvelle-Zélande | JLT Condor      | + 1 min 18 s    |
| 10e | Patrick Clausen      | Danemark         | Riwal Platform  | +               |

| \| Classement général \| Classement général \| Classement général \| Classement général \| Classement général \| \| Coureur \| Coureur \| Pays \| Équipe \| Temps \| \| ------------------ \| --------------------- \| ------------------ \| --------------------- \| ------------------ \| \| 1er \| Alexander Kamp \| Danemark \| VéloCONCEPT \| 16 h 20 min 17 s \| \| 2e \| Troels Vinther \| Danemark \| Riwal Platform \| + 17 s \| \| 3e \| Rasmus Guldhammer \| Danemark \| VéloCONCEPT \| + 21 s \| \| 4e \| Thomas Rostollan \| France \| Armée de terre \| + 42 s \| \| 5e \| Jonas Vingegaard \| Danemark \| ColoQuick-Cult \| + 42 s \| \| 6e \| Damien Shaw \| Irlande \| An Post-ChainReaction \| + 53 s \| \| 7e \| Joey van Rhee \| Pays-Bas \| Destil-Jo Piels \| + 1 min 03 s \| \| 8e \| Nicklas Amdi Pedersen \| Danemark \| Giant-Castelli \| + 1 min 09 s \| \| 9e \| Fredrik Strand Galta \| Norvège \| Team Coop \| + 1 min 21 s \| \| 10e \| Patrick Clausen \| Danemark \| Riwal Platform \| + 1 min 33 s \| |                       |          |                       |                  |
| |                       |          |                       |                  |
| |                       |          |                       |                  |
| Classement général |                       |          |                       |                  |
| Coureur | Coureur               | Pays     | Équipe                | Temps            |
| 1er | Alexander Kamp        | Danemark | VéloCONCEPT           | 16 h 20 min 17 s |
| 2e | Troels Vinther        | Danemark | Riwal Platform        | + 17 s           |
| 3e | Rasmus Guldhammer     | Danemark | VéloCONCEPT           | + 21 s           |
| 4e | Thomas Rostollan      | France   | Armée de terre        | + 42 s           |
| 5e | Jonas Vingegaard      | Danemark | ColoQuick-Cult        | + 42 s           |
| 6e | Damien Shaw           | Irlande  | An Post-ChainReaction | + 53 s           |
| 7e | Joey van Rhee         | Pays-Bas | Destil-Jo Piels       | + 1 min 03 s     |
| 8e | Nicklas Amdi Pedersen | Danemark | Giant-Castelli        | + 1 min 09 s     |
| 9e | Fredrik Strand Galta  | Norvège  | Team Coop             | + 1 min 21 s     |
| 10e | Patrick Clausen       | Danemark | Riwal Platform        | + 1 min 33 s     |

### Étape 5
| \| Classement de l'étape \| Classement de l'étape \| Classement de l'étape \| Classement de l'étape \| Classement de l'étape \| \| Coureur \| Coureur \| Pays \| Équipe \| Temps \| \| --------------------- \| --------------------- \| --------------------- \| --------------------- \| --------------------- \| \| 1er \| August Jensen \| Norvège \| Team Coop \| 2 h 09 min 08 s \| \| 2e \| Patrick Clausen \| Danemark \| Riwal Platform \| + 0 s \| \| 3e \| Fredrik Strand Galta \| Norvège \| Team Coop \| + 0 s \| \| 4e \| Alexander Kamp \| Danemark \| VéloCONCEPT \| + 0 s \| \| 5e \| Steven Tronet \| France \| Armée de terre \| + 0 s \| \| 6e \| Arvid de Kleijn \| Pays-Bas \| Baby-Dump \| + 0 s \| \| 7e \| Joshua Huppertz \| Allemagne \| Team Lotto-Kern Haus \| + 0 s \| \| 8e \| Tijmen Eising \| Pays-Bas \| Metec-TKH-Mantel \| + 0 s \| \| 9e \| Trond Trondsen \| Norvège \| Sparebanken Sør \| + 0 s \| \| 10e \| Ken-Levi Eikeland \| Norvège \| FixIT.no \| + 0 s \| |                      |           |                      |                 |
| |                      |           |                      |                 |
| |                      |           |                      |                 |
| Classement de l'étape |                      |           |                      |                 |
| Coureur | Coureur              | Pays      | Équipe               | Temps           |
| 1er | August Jensen        | Norvège   | Team Coop            | 2 h 09 min 08 s |
| 2e | Patrick Clausen      | Danemark  | Riwal Platform       | + 0 s           |
| 3e | Fredrik Strand Galta | Norvège   | Team Coop            | + 0 s           |
| 4e | Alexander Kamp       | Danemark  | VéloCONCEPT          | + 0 s           |
| 5e | Steven Tronet        | France    | Armée de terre       | + 0 s           |
| 6e | Arvid de Kleijn      | Pays-Bas  | Baby-Dump            | + 0 s           |
| 7e | Joshua Huppertz      | Allemagne | Team Lotto-Kern Haus | + 0 s           |
| 8e | Tijmen Eising        | Pays-Bas  | Metec-TKH-Mantel     | + 0 s           |
| 9e | Trond Trondsen       | Norvège   | Sparebanken Sør      | + 0 s           |
| 10e | Ken-Levi Eikeland    | Norvège   | FixIT.no             | + 0 s           |

## Classements finals

### Classement général
| \| Classement général \| Classement général \| Classement général \| Classement général \| Classement général \| \| Coureur \| Coureur \| Pays \| Équipe \| Temps \| \| ------------------ \| --------------------- \| ------------------ \| --------------------- \| ------------------ \| \| 1er \| Alexander Kamp \| Danemark \| VéloCONCEPT \| 18 h 29 min 25 s \| \| 2e \| Troels Vinther \| Danemark \| Riwal Platform \| + 17 s \| \| 3e \| Rasmus Guldhammer \| Danemark \| VéloCONCEPT \| + 21 s \| \| 4e \| Jonas Vingegaard \| Danemark \| ColoQuick-Cult \| + 41 s \| \| 5e \| Thomas Rostollan \| France \| Armée de terre \| + 42 s \| \| 6e \| Damien Shaw \| Irlande \| An Post-ChainReaction \| + 53 s \| \| 7e \| Joey van Rhee \| Pays-Bas \| Destil-Jo Piels \| + 1 min 03 s \| \| 8e \| Nicklas Amdi Pedersen \| Danemark \| Giant-Castelli \| + 1 min 09 s \| \| 9e \| Fredrik Strand Galta \| Norvège \| Team Coop \| + 1 min 17 s \| \| 10e \| August Jensen \| Norvège \| Team Coop \| + 1 min 21 s \| |                       |          |                       |                  |
| |                       |          |                       |                  |
| Source : ProCyclingStats |                       |          |                       |                  |
| Classement général |                       |          |                       |                  |
| Coureur | Coureur               | Pays     | Équipe                | Temps            |
| 1er | Alexander Kamp        | Danemark | VéloCONCEPT           | 18 h 29 min 25 s |
| 2e | Troels Vinther        | Danemark | Riwal Platform        | + 17 s           |
| 3e | Rasmus Guldhammer     | Danemark | VéloCONCEPT           | + 21 s           |
| 4e | Jonas Vingegaard      | Danemark | ColoQuick-Cult        | + 41 s           |
| 5e | Thomas Rostollan      | France   | Armée de terre        | + 42 s           |
| 6e | Damien Shaw           | Irlande  | An Post-ChainReaction | + 53 s           |
| 7e | Joey van Rhee         | Pays-Bas | Destil-Jo Piels       | + 1 min 03 s     |
| 8e | Nicklas Amdi Pedersen | Danemark | Giant-Castelli        | + 1 min 09 s     |
| 9e | Fredrik Strand Galta  | Norvège  | Team Coop             | + 1 min 17 s     |
| 10e | August Jensen         | Norvège  | Team Coop             | + 1 min 21 s     |

### Classements annexes
| Classement par points | Classement par points | Classement par points | Classement par points | Classement par points |
| Coureur               | Coureur               | Pays                  | Équipe                | Points                |
| --------------------- | --------------------- | --------------------- | --------------------- | --------------------- |
| 1er                   | Alexander Kamp        | Danemark              | VéloCONCEPT           | 34 pts                |
| 2e                    | August Jensen         | Norvège               | Team Coop             | 31 pts                |
| 3e                    | Alex Frame            | Nouvelle-Zélande      | JLT Condor            | 30 pts                |
| 4e                    | Arvid de Kleijn       | Pays-Bas              | Baby-Dump             | 26 pts                |
| 5e                    | Patrick Clausen       | Danemark              | Riwal Platform        | 24 pts                |
| 6e                    | Thomas Rostollan      | France                | Armée de terre        | 16 pts                |
| 7e                    | Damien Shaw           | Irlande               | An Post-ChainReaction | 15 pts                |
| 8e                    | Joshua Huppertz       | Allemagne             | Team Lotto-Kern Haus  | 14 pts                |
| 9e                    | Fredrik Strand Galta  | Norvège               | Team Coop             | 14 pts                |
| 10e                   | Troels Vinther        | Danemark              | Riwal Platform        | 12 pts                |